# Zatoka Świętego Tomasza
Zatoka Świętego Tomasza (ang. St Thomas' Bay, malt. Id-daħla ta’ San Tumas), znana również jako Zatoka Żejtun (malt. Ir-Ramla taż-Żejtun) – zatoka w południowo-wschodniej Malcie, położona w granicach nadmorskiej miejscowości Marsaskala, dawniej w granicach Żejtun.

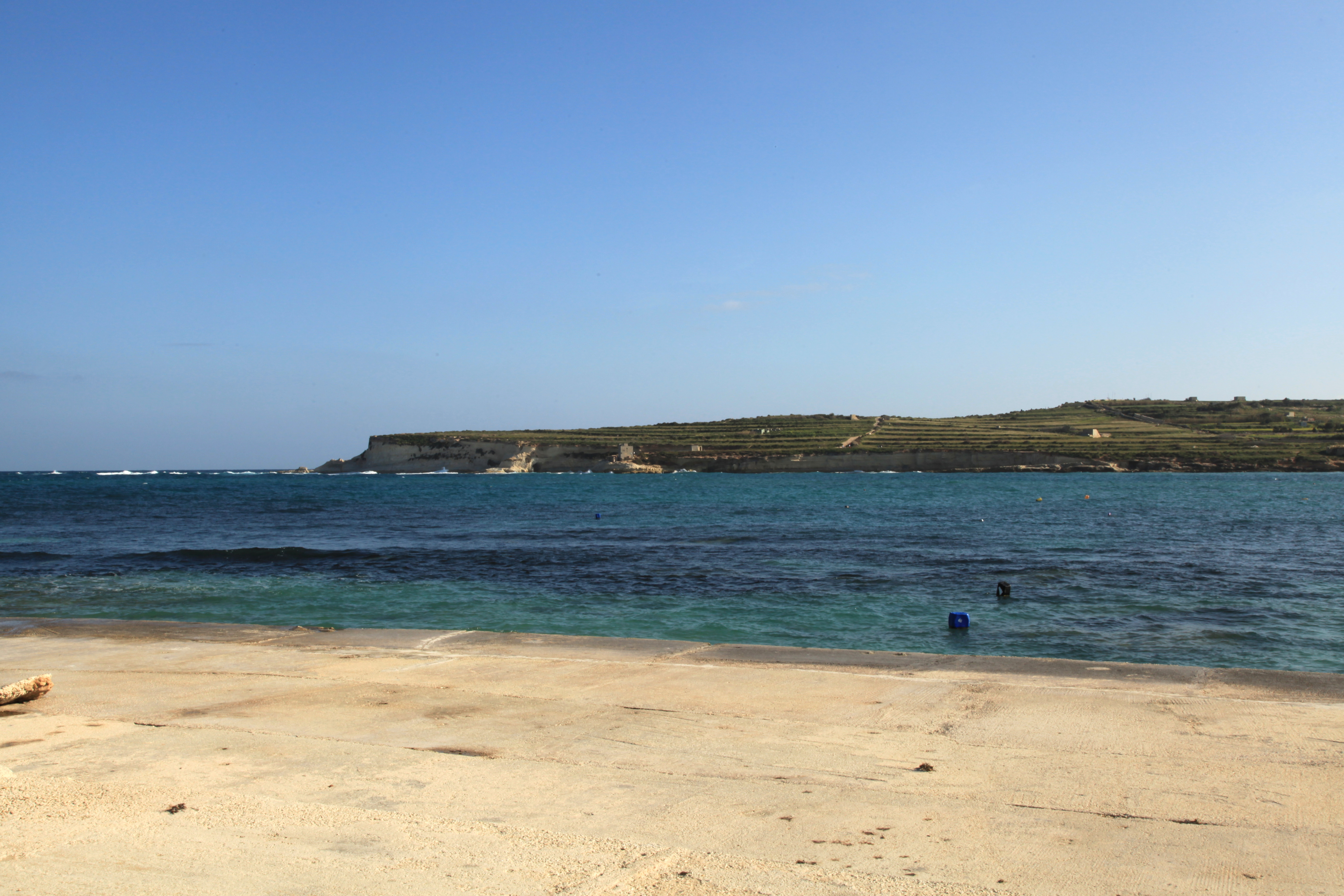
Zatoka św. Tomasza z przylądkiem Munxar w tle.

## Nazwa i opis
Zatoka wzięła swoją nazwę od średniowiecznej kaplicy poświęconej św. Tomaszowi. Dokładnej lokalizacji kaplicy nie można ustalić, jednak jej lokalizacja jest powiązana z kapliczką św. Tomasza przy głównej drodze do Żejtun. W przeszłości zatoka była częścią pobliskiego miasta Żejtun, które leży bezpośrednio w głębi lądu. Zatoka i przylądek Munxar są popularne wśród mieszkańców Żejtun i innych wiosek położonych w głębi lądu ze względu na możliwość pływania, polowania i łapania ptaków do pułapek.
Niektórzy historycy twierdzą, że zatoka św. Tomasza jest prawdziwym miejscem wyjścia na ląd Pawła Apostoła po rozbiciu się jego statku na Malcie. Teoria ta opiera się zarówno na geografii, jak i badaniach archeologicznych znalezisk starożytnych rzymskich kotwic w zatoce. Nad zatoką św. Tomasza znajduje się szereg fortyfikacji, w tym zabytek 1. stopnia bateria Riħama na jej południowym krańcu. W roku 1614 po zakotwiczeniu osmańskiej floty w zatoce i napaści na Żejtun, na końcu Il-Gżira ta’ Wied il-Għajn została zbudowana duża forteca wieża św. Tomasza.
Na północnych brzegach zatoki rozwinęła się miejscowość Marsaskala, podczas gdy jej  południową krawędź tworzy cypel Il-Munxar. Zatoka zawiera w sobie szereg mniejszych zatoczek, niektóre z niewielkimi piaszczystymi plażami, sama zaś służy również jako port dla wielu małych łodzi. W wewnętrznej części akwenu znajduje się wiele przystani dla łodzi.

## CypelIl-Munxar

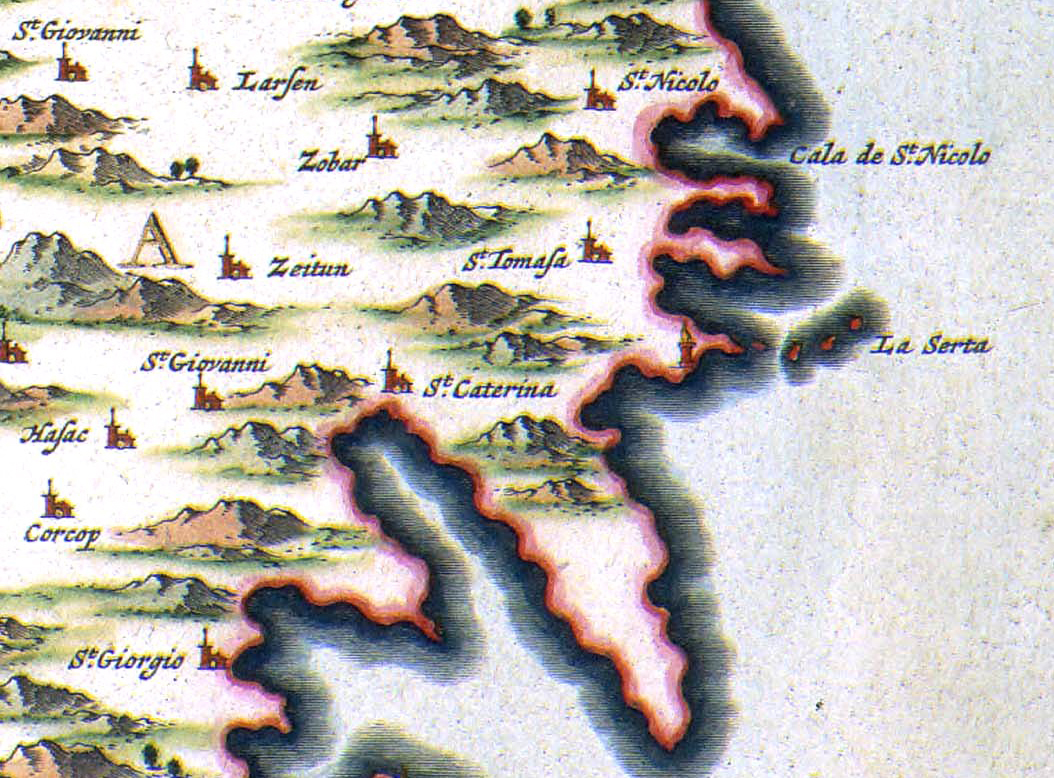
Na tej mapie z 1681 r. nazwa „La Serta” jest używana do opisania wystających skał i raf na końcu cypla Munxar.

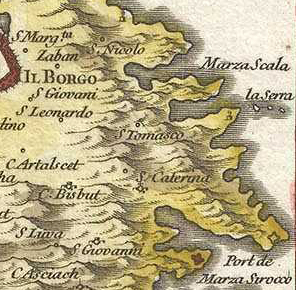
Na tej mapie z 1748 r. grupa skał nosi nazwę „La Serra”, narzędzie, które w języku maltańskim nazywa się munxar.

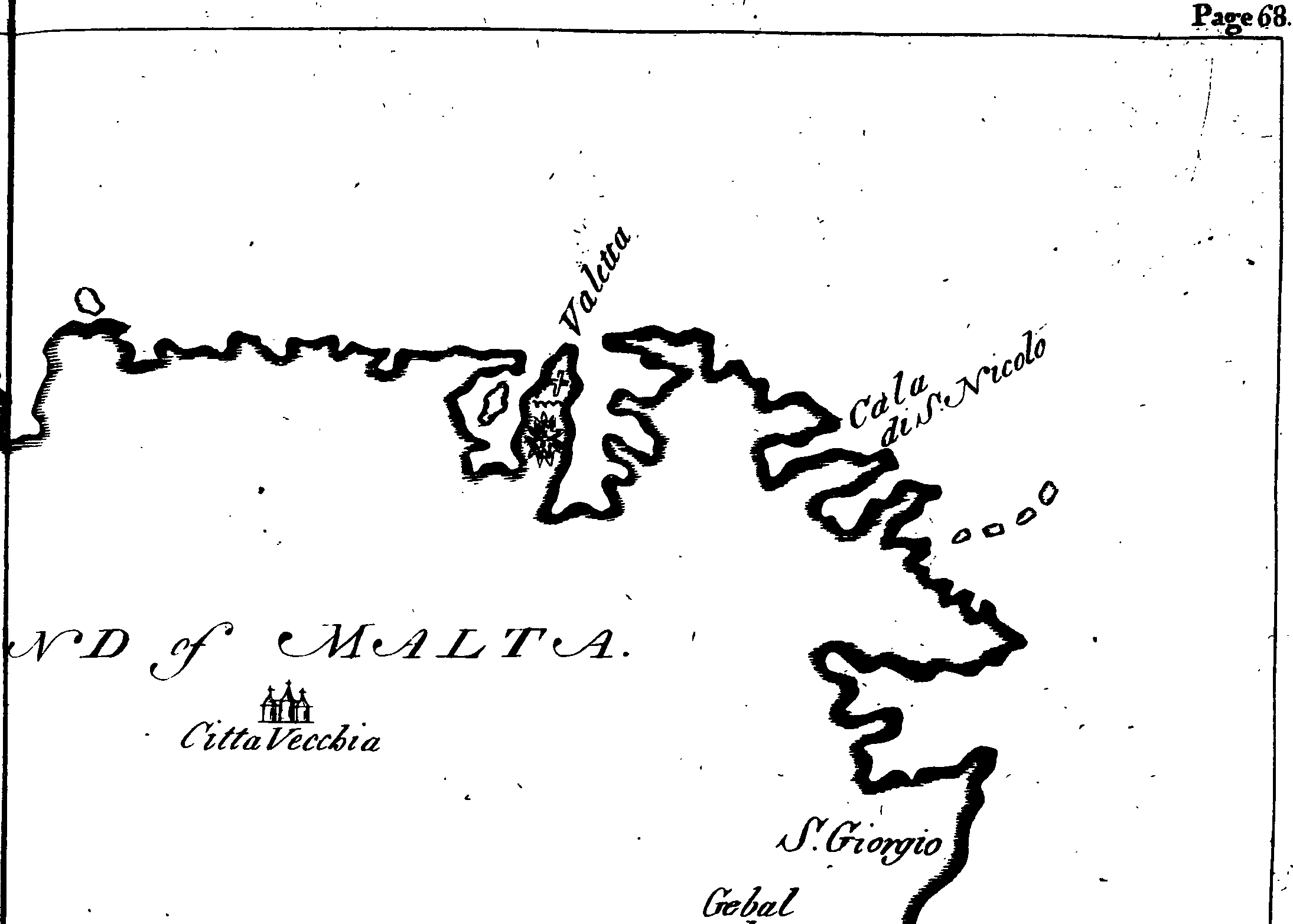
Cztery skały morskie można zobaczyć na tej mapie z 1767 r. sporządzonej przez Johna Brekella, w jego książce Euroclydon: or the dangers of the sea considered and improved, in some reflections upon St. Paul's voyage and shipwreck.

Cypel Munxar (malt. Ras il-Munxar) to skalisty półwysep na południowym krańcu zatoki. Cypel bierze swoją nazwę od wielu filarów, które dawno uległy erozji w zanurzone rafy, które rozciągały się z cypla Munxar do Morza Śródziemnego. Stara włoska nazwa miejsca gdzie filary wystają z cypla brzmiała La Serta (pol. wieniec). Na innych mapach grupa tych skał nazywa się La Serra, czyli „piła”. Maltańskie słowo oznaczające piłę to Munxar. Cypel to nietknięta zabudową część półwyspu Delimara, zwrócona w stronę zatoki św. Tomasza. Ma wiele pól tarasowych i ze swoich wzniesień zapewnia dobre widoki na zatokę. Pola te to typowe maltańskie grunty rolne, składające się z małych działek. Głębokość gleby wynosi średnio mniej niż dwie stopy (ok. 60 cm) i zawiera głównie glebę mulisto-piaszczystą. Działki są ułożone tarasowo z gruzowymi murkami granicznymi. Ponieważ Munxar nie ma dostępu do wody, miejsce to nadaje się jedynie do uprawy roślin ozimych, przeznaczonych na paszę. Część cypla obejmuje desygnowany park narodowy, a cypel jest wpisany na listę obszarów o wysokiej wartość krajobrazowej. Przylądek Munxar znajduje się blisko znanych pozostałości megalitycznych Xrobb l-Għaġin, a także obejmuje szereg fortyfikacji, w tym wieżę św. Pawła (Ta’ Bettina).

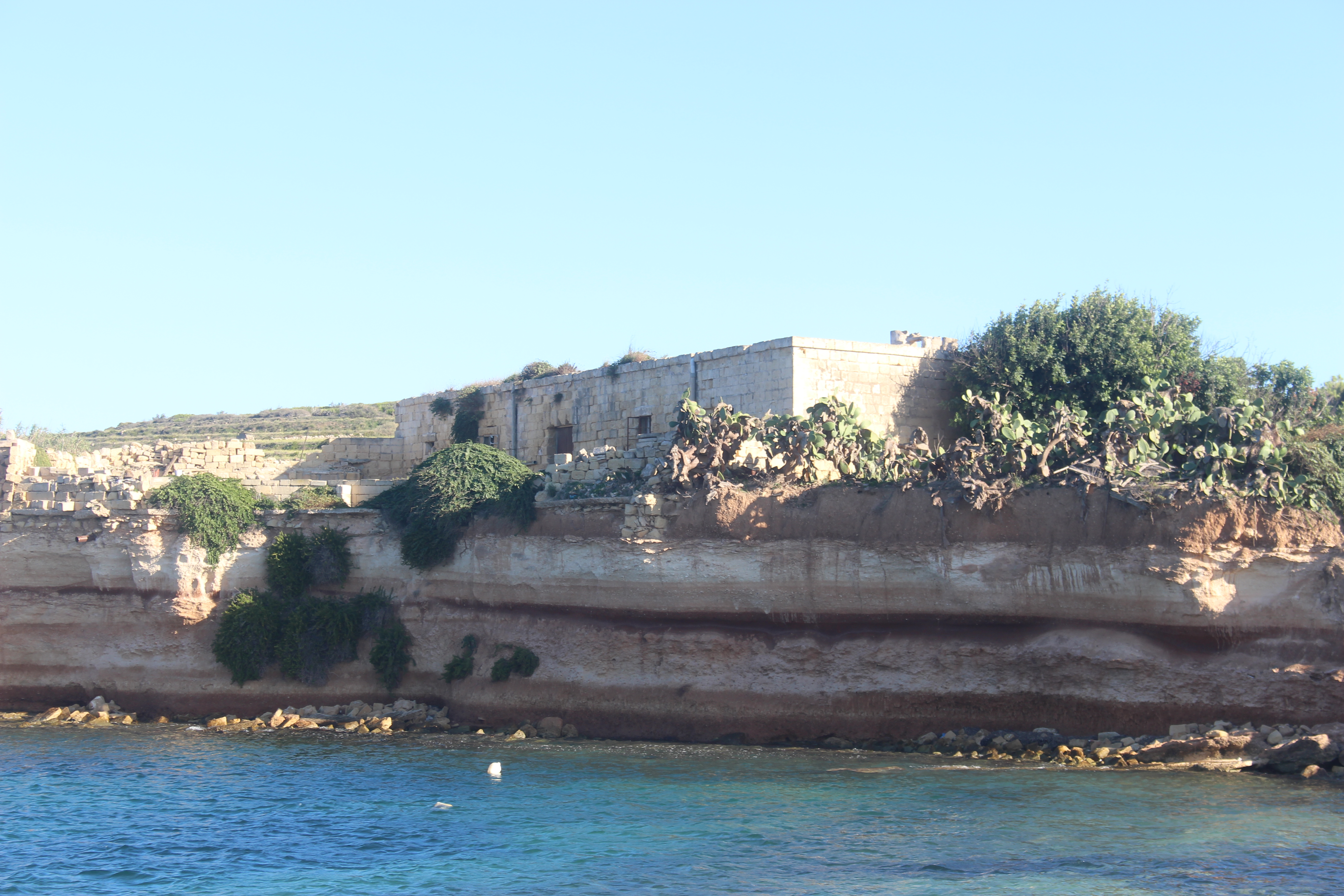
Porzucona bateria dział używana podczas francuskiej okupacji Malty.

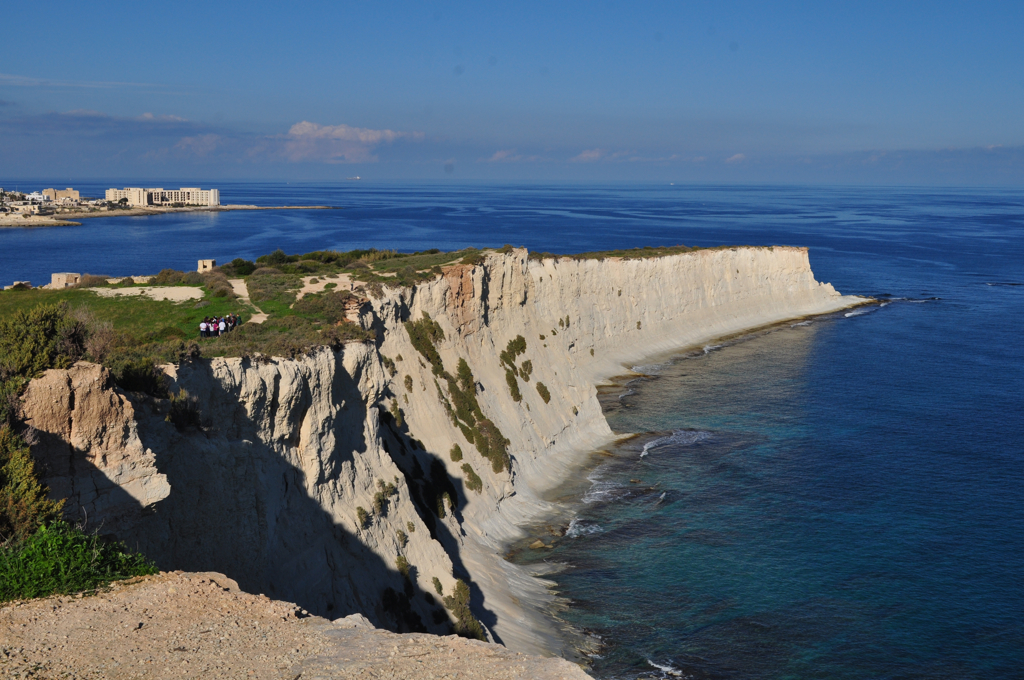
Przylądek Munxar dzisiaj. W tle widać Zatokę Świętego Tomasza.

W 1995 r. zaproponowano zagospodarowanie terenu na wioskę turystyczną, ale plany zostały skutecznie odrzucone przez mieszkańców i działaczy okolicznych miejscowości, i odłożone na półkę. Złożono nowsze wnioski na wieś agroturystyczną oraz na farmy fotowoltaiczne, zostały one jednak uznane za niezgodne z przeznaczeniem terenu lub wycofane.